# 伊默京島
73°23′S 168°2′E / 73.383°S 168.033°E
伊默京島（英語：Emerging Island），是南極洲的島嶼，位於維多利亞地的博克格雷溫克海岸，處於因德克斯角以東3公里，長4公里，現時由南極條約體系管理。